# تايو ادوين
تايو ادوين (14 مايو 1998 في المملكة المتحدة - ) (بالإنجليزية: Tayo Edun)‏ هو لاعب كرة قدم بريطاني في مركز الوسط.